# 9K119 Refleks

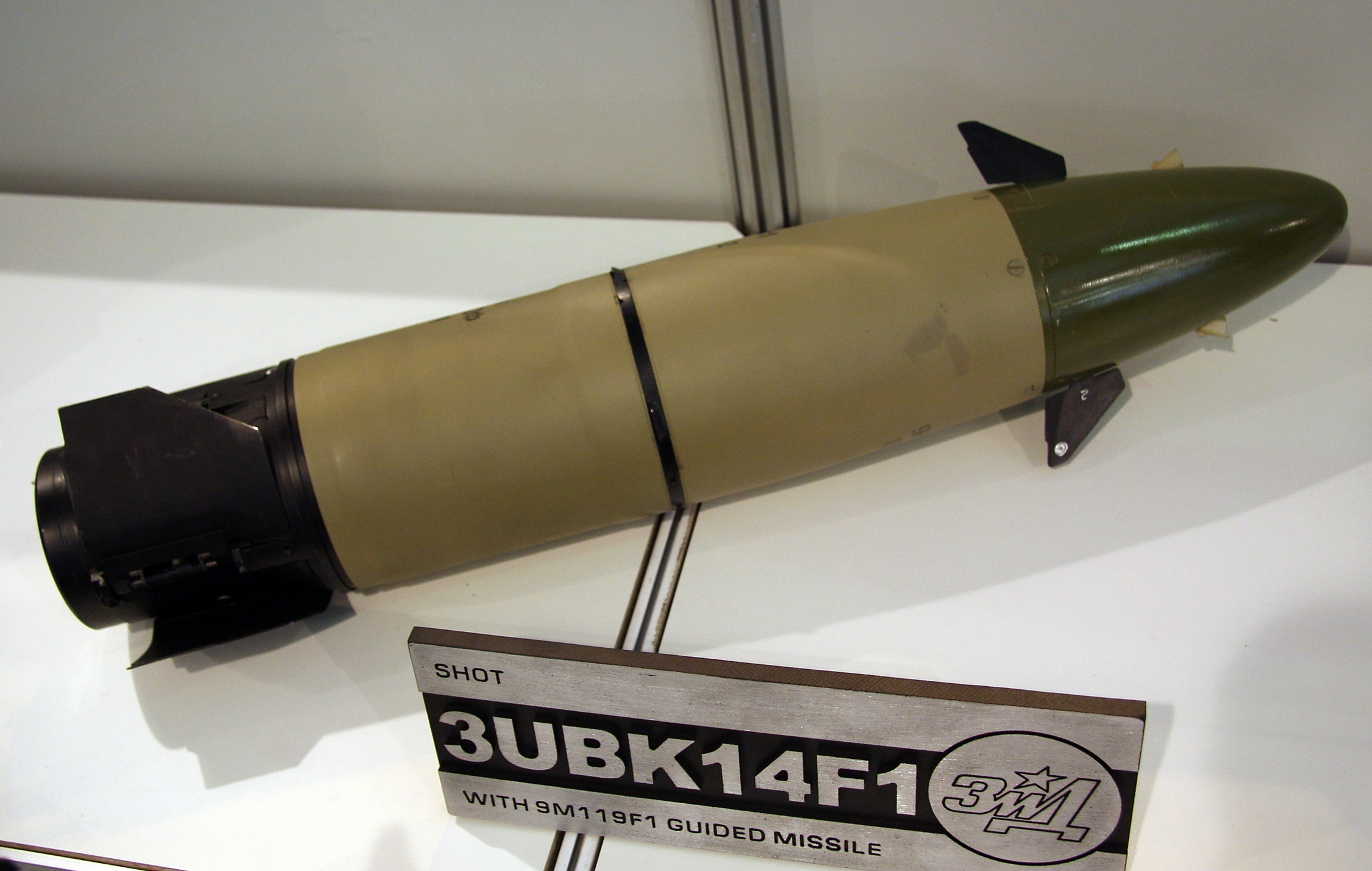
Verze 9M119F1

9M119 Svir a 9M119M Refleks (v kódu NATO AT-11 Sniper) jsou sovětské protitankové řízené střely. Řízená střela nese označení 9M119. Jedná se o protitankový raketový komplet velkého dosahu určený k odpalování řízené střely z hlavně tanku využívající systému dálkového navedení po laserovém paprsku.

## Vývoj
Základním typem sovětského tanku třetí generace byl T-72, který na rozdíl od typu T-64 zpočátku nenesl žádný protitankový raketový komplet, ačkoliv byl rovněž vyzbrojen 125mm kanónem. Důvodem bylo odlišně řešené automatické nabíjecí zařízení, které neumožňovalo použití PTRK Kobra a jeho dvoudílných střel 9M112. Proto byl počátkem osmdesátých let 20. století v konstrukční kanceláři KBP zahájen vývoj nového typu PTRK, který využíval stejný naváděcí systém, jako PTRK Kastět/Bastion/Šeksna. Jeho střela byla ovšem zcela odlišná, protože původní 9M117 se pro svou velikou délku nedala v tanku T-72 použít. Souběžně byly vyvíjeny dvě verze kompletu. 9K119 Refleks pro novější verze tanku T-80 a 9K120 Svir pro tank T-72.
Dvoudílný náboj ZUBK 14 byl kromě PTŘS tvořen nábojkou 9Ch949 se zmenšenou prachovou náplní. Na rozdíl od střely 9M112 nebylo třeba dělit střelu 9M119 na dvě části, protože byla podstatně kratší. Ačkoliv oba PTRK používají stejný náboj i střelu, v praxi je účinnější PTRK Refleks díky tomu, že využívá dokonalejší automatizovaný systém řízení palby 1A45 Irtyš se stabilizovaným zaměřovačem 1G46. Díky němu lze střely odpalovat a navádět i během jízdy a jejich dosah je o 1 km vyšší.
Do výzbroje byly oba PTRK přijaty roku 1985. Roku 1989 byl dokončen vývoj vylepšené střely 9M119M Invar s tandemovou kumulativní hlavicí (náboj ZUBK 20), která je vyráběna od roku 1993. Tato PTŘS byla dále zdokonalována na verzi 9M119M1 Invar M (náboj ZUBK 20M).

## Použití
PTRK Refleks tvoří výzbroj tanků T-80U, T-80UD, T-80UM, T-84, T-90S. PTRK Svir jsou vybaveny tanky T-72B, T-72S.

## Technická data
- Ráže kanónu: 125 mm
- Délka střely: 695 mm
- Průměr těla střely: 125 mm
- Hmotnost náboje: 24,3 kg
- Dosah:
  - PTRK Refleks - 400 m (minimální), 5000 m (maximální)
  - PTRK Svir - 100 m (minimální), 4000 m (maximální)